# Eulophia campanulata
Eulophia campanulata är en orkidéart som beskrevs av John Firminger Duthie. Eulophia campanulata ingår i släktet Eulophia och familjen orkidéer.
Artens utbredningsområde är Uttaranchal. Inga underarter finns listade i Catalogue of Life.